# بادي ويلسون
بادي ويلسون (بالإنجليزية: Paddy Wilson)‏ (25 يونيو 1946 في المملكة المتحدة - ) هو لاعب كرة قدم بريطاني في مركز الهجوم. لعب مع ريث روفرز.

## وصلات خارجية
- بادي ويلسون على موقع قاعدة بيانات كرة القدم.إي يو (الإنجليزية)